# Ringō
 (février 2024).
Si vous disposez d'ouvrages ou d'articles de référence ou si vous connaissez des sites web de qualité traitant du thème abordé ici, merci de compléter l'article en donnant les références utiles à sa vérifiabilité et en les liant à la section « Notes et références ».

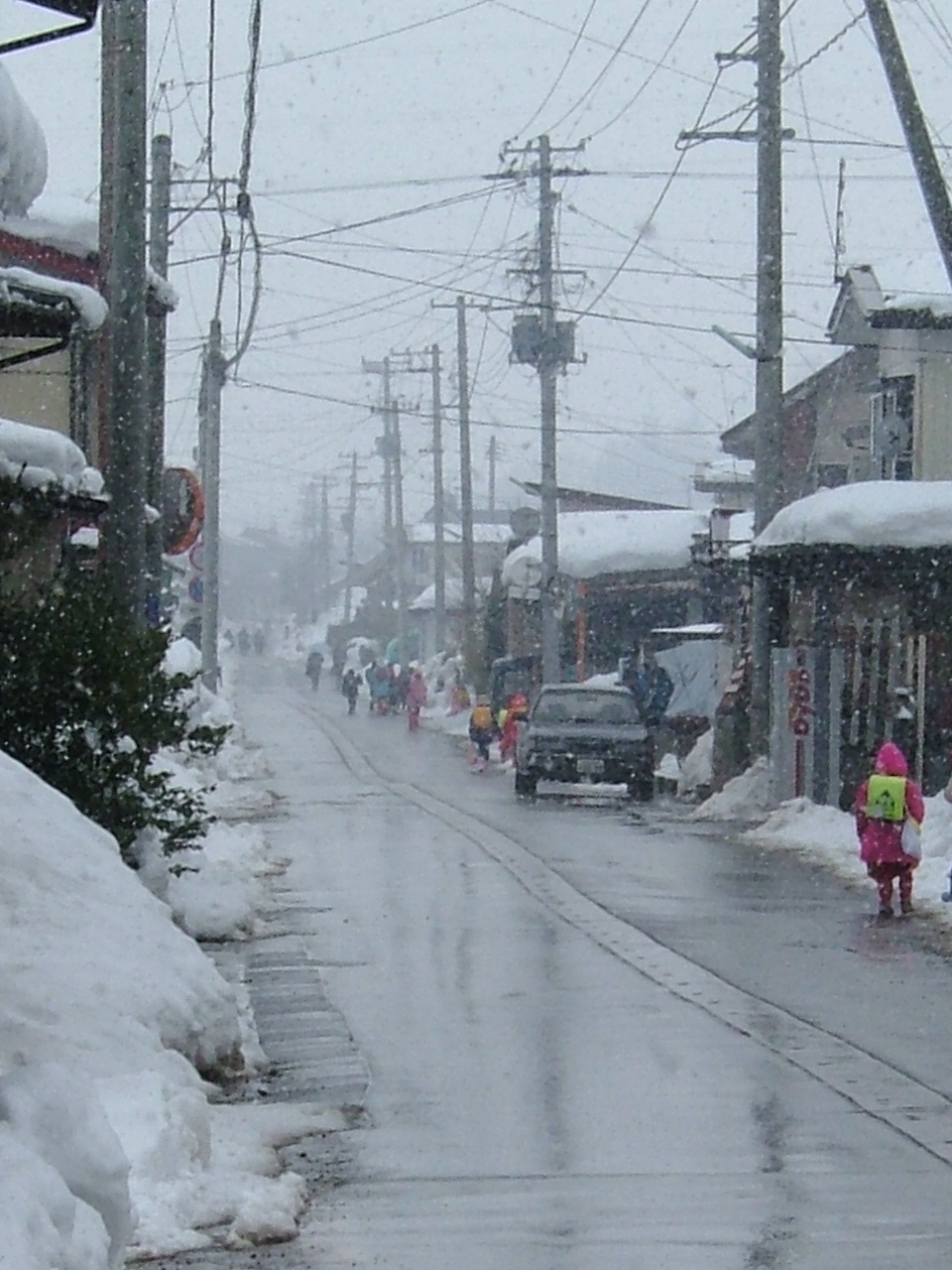
Élèves de l'école élémentaire de Ringo rentrant chez eux en hiver.

Ringō (梨郷) est un quartier de l'Ouest de la ville japonaise de Nan'yō dans la préfecture de Yamagata au nord de l'île de Honshū .
En 2003, sa population s'élevait à 2 005 habitants.